# Regió d'Ancash
Ancash és una regió de la costa nord del Perú. Fa frontera amb les regions de la Libertad al nord, Huánuco, la Pasco a l'est, la Regió de Lima al sud, i l'oceà Pacífic a l'oest. La capital és Huaraz. Entre 1987 i 1992 va portar el nom de Regió de Chavín.

## Llengües
A més de l'espanyol, l'idioma més parlat és el quítxua. També es parlen les llengües (variants del quítxua) de les ètnies Corongo, Pomabamba- Piscobamba, Huari- Chacas-Llamelliín, Chiquián- Recuay, Callejón de Huaylas, Sihuas y exhaciendas de la costa.

## Divisió administrativa
1. Aija (capital: Aija)
2. Antonio Raimondi (capital: Llamellín)
3. Asunción (capital: Chacas)
4. Bolognesi (capital: Chiquián)
5. Carhuaz (capital: Carhuaz)
6. Carlos Fermín Fitzcarrald (capital: San Luis)
7. Casma (capital: Casma)
8. Corongo (capital: Corongo)
9. Huaraz (capital: Huaraz)
10. Huari (capital: Santo Domingo de Huari)
11. Huarmey (capital: Huarmey)
12. Huaylas (capital: Huaylas)
13. Mariscal Luzuriaga (capital: Piscobamba)
14. Ocros (capital: Ocros)
15. Pallasca (capital: Cabana)
16. Pomabamba (capital: Pomabamba)
17. Recuay (capital: Recuay)
18. Santa (capital: Chimbote)
19. Sihuas (capital: Sihuas)
20. Yungay (capital: Yungay)